# Municipio Chayanta
Das Municipio Chayanta ist ein Verwaltungsbezirk im Departamento Potosí im Hochland des südamerikanischen Anden-Staates Bolivien.

## Lage im Nahraum
Das Municipio Chayanta ist eins von vier Municipios in der Provinz Rafael Bustillo, es grenzt im Südwesten an das Municipio Uncía und im Nordwesten an das Municipio Llallagua.
Der zentrale Ort des Municipios ist die Stadt Chayanta mit 2417 Einwohnern (Volkszählung 2012) im südwestlichen Teil des Municipios.

## Geographie
Das Municipio Chayanta liegt östlich des bolivianischen Altiplano in den Hochtälern der Cordillera Azanaques im nördlichen Abschnitt der Cordillera Central. Die Vegetation ist die der Puna, das Klima ein typisches Tageszeitenklima, bei dem die täglichen Temperaturschwankungen größer sind als die jahreszeitlichen Schwankungen.
Die mittlere Jahresdurchschnittstemperatur der Region liegt bei 9 °C, die Monatsdurchschnittswerte schwanken zwischen knapp 5 °C im Juni/Juli und 11 °C von November bis März (siehe Klimadiagramm Uncía). Der Jahresniederschlag beträgt 370 mm und fällt vor allem in den Sommermonaten, die aride Zeit mit Monatswerten von maximal 10 mm dauert von April bis Oktober.

## Bevölkerung
Die Einwohnerzahl ist zwischen 1992 und 2024 um etwa ein Viertel angestiegen:
| Jahr | Einwohner | Quelle       |
| ---- | --------- | ------------ |
| 1992 | 12.922    | Volkszählung |
| 2001 | 14.165    | Volkszählung |
| 2012 | 16.108    | Volkszählung |
| 2024 | 16.008    | Volkszählung |

Die Bevölkerungsdichte des Municipios bei der letzten Volkszählung von 2024 betrug 26,5 Einwohnern/km², der Anteil der städtischen Bevölkerung war 15 Prozent, die Lebenserwartung der Neugeborenen im Jahr 2001 lag bei 51 Jahren.
Der Alphabetisierungsgrad bei den über 19-Jährigen beträgt nur 59 Prozent, und zwar 81 Prozent bei Männern und 39 Prozent bei Frauen. (2001)

## Politik
Ergebnis der Regionalwahlen (concejales del municipio) vom 4. April 2010:
| Wahlberechtigte |  | Stimmen | gültig |  | MAS-IPSP | AS     | M.O.P. |
| --------------- |  | ------- | ------ |  | -------- | ------ | ------ |
| 6.419           |  | 5.406   | 3.466  |  | 1.721    | 1.051  | 694    |
|                 |  | 100 %   | 64,1 % |  | 49,7 %   | 30,3 % | 20,0 % |

Ergebnis der Regionalwahlen (elecciones de autoridades políticas) vom 7. März 2021:
| Wahl- berechtigte |  | Wahl- beteiligung | gültige Stimmen |  | MAS-IPSP | AS      | M.O.P. | PAN-BOL |
| ----------------- |  | ----------------- | --------------- |  | -------- | ------- | ------ | ------- |
| 7.872             |  | 6.704             | 5.063           |  | 3.431    | 849     | 329    | 220     |
|                   |  | 85,16 %           | 75,52 %         |  | 67,77 %  | 16,77 % | 6,50 % | 4,35 %  |

## Gliederung
Das Municipio Chayanta unterteilt sich in die folgenden beiden Ayllus:
- Ayllu Chayantaka – 362 km²
- Ayllu Phanacachi – 242 km²

## Ortschaften im Municipio Chayanta
- Chayanta 2417 Einw. – Amayapampa 1035 Einw. – Aymaya 923 Einw. – Coataca 688 Einw. – Panacachi 499 Einw. – Copana 471 Einw. – Entre Ríos 446 Einw. – Nueva Colcha 439 Einw. – Cutimarca 432 Einw. – Irupata 409 Einw. – Pampa Churo 335 Einw. – Quinta Pampa 292 Einw. – Pichata 279 Einw. – Janta Palca 268 Einw. – Huanuni 246 Einw. – Llallaguita 221 Einw. – Pongoma 145 Einw.